# 自贡市第四人民医院
自贡市第四人民医院是位于四川省自贡市的一座三级甲等医院，是西南医科大学的非直管附属医院、四川卫生康复职业学院附属医院、重庆医科大学教学医院、泸州医学院附属医院。现有檀木林本部和汇东两个院区。

## 历史
自贡市第四人民医院的前身是建于1944年的自贡市市立医院，1953年与川南第二医院合并为自贡市人民医院。1974年，自贡市人民医院外科部从院中拆分出，成立自贡市第四人民医院。2003年整合原自贡市急救站，加挂自贡市急救中心牌子。

## 职工
- 博士硕士学位：185人
- 专业技术人员：1838人
- 高级职称人员：112人[2]

## 科室
- 29个临床一级科室
- 67个诊疗科目
- 12个医技科室
- 27个职能科室
- 7个省级重点专科[2]

## 稱號
- 爱婴医院
- 全国健康管理示范基地
- 全国首批老年健康急救一体化示范基地
- 中国基层医师心血管疾病培训示范中心
- 中国卒中中心
- 基层医院急诊急救能力培训基地
- 中国肺癌防治联盟肺结节诊治分中心
- 川南地区腹腔镜疝中心[2]

## 交通
巴士：
- 市规建局站：10、18、302、304、36、38、401、9